# Letiště Kašgar
Letiště Kašgar neboli Letiště Kcha-š', (IATA: KHG, ICAO: ZWSH) je letiště sloužící pro město Kašgar v ujgurské autonomní oblasti Sin-ťiang v Číně.
Letiště bylo vybudováno v roce 1953 a je po letišti Diwopu v Urumči druhým největším letištěm v Sin-ťiangu. Nachází ve výšce 1380 m n. m. Má jednu dráhu 08/26 s betonovým povrchem s rozměry 3 200 × 41 metrů.

## Aerolinie a destinace
- Air China - Peking, Urumči
- Beijing Capital Airlines - Urumči
- China Eastern Airlines - Šanghaj-Chung-čchiao, Urumči
- China Southern Airlines - Kuang-čou, Urumči 
 sezónně: Islamabad
- Deer Jet - Urumči
- Hainan Airlines - Urumči
- Shandong Airlines - Ťi-nan, Urumči
- Sichuan Airlines - Urumči